# Phase finale de la Ligue des nations féminine de l'UEFA 2023-2024
Navigation
Édition suivante
La Phase finale de la Ligue des nations féminine de l'UEFA 2023-2024 est le tournoi final de la 1re édition de la Ligue des nations féminine de l'UEFA qui se tient du 23 au 28 février 2024.
La compétition est basée sur le modèle d'une finale à quatre, très courant dans les compétitions de basket-ball comme l'EuroLigue.
Ce mini-tournoi consiste à réunir les 4 demi-finalistes dans 3 endroits différents sur quelques jours. Les deux vainqueurs des demi-finales s'affrontent alors pour le titre. Les deux autres perdants des demi-finales s'affrontent pour la 3e place du tournoi.

## Qualifications

### Équipes qualifiées
Les quatre pays vainqueurs de leur groupe dans la Ligue A se qualifient pour la phase finale de la Ligue des nations.
| Vainqueur | Pays      | Date de qualification | Classement général de la Ligue A |
| --------- | --------- | --------------------- | -------------------------------- |
| Groupe 1  | Pays-Bas  | 5 décembre 2023       | 4e                               |
| Groupe 2  | France    | 1er décembre 2023     | 1er                              |
| Groupe 3  | Allemagne | 5 décembre 2023       | 3e                               |
| Groupe 4  | Espagne   | 1er décembre 2023     | 2e                               |

#### Pays-Bas
Dans le Groupe 1, les Pays-Bas se sont qualifiées pour les demi-finales après leur victoire 4 - 0 contre la Belgique malgré la victoire anglaise 0 - 6 en Écosse, le 5 décembre 2023,,. Les néerlandaises étaient à égalité avec l'Angleterre au niveau des points (12 points) et au niveau des confrontations directes (victoire 2 - 1 et défaite 3 - 2) mais elles passent devant les anglaises avec une meilleure différence de buts. Au terme de la phase de ligues, les Pays-Bas ont engrangé 4 victoires et 2 défaites soit 12 points sur 18.

#### France
Dans le Groupe 2, la France s'est qualifiée pour les demi-finales après leur victoire 3 - 0 contre l'Autriche, le 1er décembre 2023,. Un match qui était considéré comme une finale de groupe voire un quart de finale de cette compétition. Au terme de la phase de ligues, la France est la seule équipe sur les 4 demi-finalistes à être invaincue et a engrangé 5 victoires et 1 seul match nul soit 16 points sur 18.

#### Allemagne
Dans le Groupe 3, l'Allemagne s'est qualifiée pour les demi-finales après leur partage 0 - 0 au Pays de Galles à la suite de la défaite 0 - 1 du Danemark face à l'Islande, le 5 décembre 2023. Au terme de la phase de ligues, l'Allemagne a engrangé 4 victoires, 1 seul match nul et 1 seule défaite soit 13 points sur 18.

#### Espagne
Dans le Groupe 4, l'Espagne s'est qualifiée pour les demi-finales à la suite de la défaite suédoise 1 - 0 en Suisse et malgré sa défaite 2 - 3 contre l'Italie, le 1er décembre 2023,. Au terme de la phase de ligues, l'Espagne a engrangé 5 victoires et 1 seule défaite soit 15 points sur 18.

## Format et règlements
Les matchs de la phase finale sont à élimination directe. En cas de match nul à la fin du temps réglementaire, une prolongation de 2 fois 15 minutes est jouée. Les deux meilleures équipes (excepté la France, qualifiée pour le tournoi olympique en tant que pays organisateur) se qualifieront pour les Jeux olympiques de 2024. Enfin, tous les matchs bénéficieront de la technologie sur la ligne de but, de la VAR et des 5 changements.

### Tirage au sort
Le tirage au sort de la phase finale de la Ligue des nations de l'UEFA 2018-2019 se tient à Nyon en Suisse le 11 décembre 2023 à 13h00.

## Désignation des pays hôtes
Le 26 décembre 2023, l'Espagne a été désignée pays hôte pour la 1re demi-finale face aux Pays-Bas ainsi que le match pour la 3e place ou la grande finale de la 1re édition de la Ligue des Nations (2023-2024). La France organise uniquement la 2e demi-finale face à l'Allemagne. Et les Pays-Bas quant à eux organisent uniquement le match pour la 3e place ou la grande finale.

### Villes et stades
| Séville                  | Heerenveen             | Décines-Charpieu        |
| ------------------------ | ---------------------- | ----------------------- |
| Stade de La Cartuja      | Abe Lenstra Stadion    | Parc Olympique lyonnais |
| Capacité : 57 619        | Capacité : 27 224      | Capacité : 59 186       |
| 1re demi-finale & Finale | Match pour la 3e place | 2e demi-finale          |
|                          |                        |                         |

## Tableau final
|  | Demi-finales                       | Demi-finales              | Demi-finales              | Demi-finales              |                               |         | Finale                    | Finale                    | Finale                    | Finale                    |
|  |                                    |                           |                           |                           |                               |         |                           |                           |                           |                           |
|  | 23 février 2024 - Séville          | 23 février 2024 - Séville | 23 février 2024 - Séville | 23 février 2024 - Séville |                               |         | 28 février 2024 - Séville | 28 février 2024 - Séville | 28 février 2024 - Séville | 28 février 2024 - Séville |
|  | Espagne                            | Espagne                   | 3                         | 3                         |                               |         | 28 février 2024 - Séville | 28 février 2024 - Séville | 28 février 2024 - Séville | 28 février 2024 - Séville |
|  | Espagne                            | Espagne                   | 3                         | 3                         |                               |         | 28 février 2024 - Séville | 28 février 2024 - Séville | 28 février 2024 - Séville | 28 février 2024 - Séville |
|  | Pays-Bas                           | Pays-Bas                  | 0                         | 0                         |                               |         | 28 février 2024 - Séville | 28 février 2024 - Séville | 28 février 2024 - Séville | 28 février 2024 - Séville |
|  | Pays-Bas                           | Pays-Bas                  | 0                         | 0                         | Espagne                       | Espagne | 2                         | 2                         |                           |                           |
|  | 23 février 2024 - Décines-Charpieu |                           |                           |                           | Espagne                       | Espagne | 2                         | 2                         |                           |                           |
|  |                                    |                           | France                    | France                    | 0                             | 0       |                           |                           |                           |                           |
|  | France                             | France                    | France                    | France                    | 0                             | 0       | 2                         | 2                         |                           |                           |
|  | France                             | France                    |                           |                           |                               |         |                           | 2                         |                           |                           |
|  | Allemagne                          | Allemagne                 | 1                         | 1                         |                               |         |                           |                           |                           |                           |
|  | Allemagne                          | Allemagne                 | 1                         | 1                         | Match pour la troisième place |         |                           |                           |                           |                           |
|  |                                    |                           |                           |                           |                               |         |                           |                           |                           |                           |
|  | 28 février 2024 - Heerenveen       |                           |                           |                           |                               |         |                           |                           |                           |                           |
|  | Pays-Bas                           | Pays-Bas                  | 0                         | 0                         |                               |         |                           |                           |                           |                           |
|  | Pays-Bas                           | Pays-Bas                  | 0                         | 0                         |                               |         |                           |                           |                           |                           |
|  | Allemagne                          | Allemagne                 | 2                         | 2                         |                               |         |                           |                           |                           |                           |
|  | Allemagne                          | Allemagne                 | 2                         | 2                         |                               |         |                           |                           |                           |                           |

### Demi-finales
| Match 1               | Espagne                                                        | 3 - 0   | Pays-Bas | Stade de La Cartuja, Séville                                                      |                                                                                   |
| 23 février 2024 21h00 | ( Bonmatí) Hermoso 41e · ( Caldentey) Bonmatí 45e · Batlle 77e | (2 - 0) |          | Spectateurs : 21 856 Arbitrage : Rebecca Welch Arbitre vidéo : Tomasz Kwiatkowski | Spectateurs : 21 856 Arbitrage : Rebecca Welch Arbitre vidéo : Tomasz Kwiatkowski |
| 23 février 2024 21h00 | Rapport                                                        |         |          | Spectateurs : 21 856 Arbitrage : Rebecca Welch Arbitre vidéo : Tomasz Kwiatkowski | Spectateurs : 21 856 Arbitrage : Rebecca Welch Arbitre vidéo : Tomasz Kwiatkowski |

| Match 2               | France                             | 2 - 1   | Allemagne                 | Parc Olympique lyonnais, Décines-Charpieu                                                           | |
| 23 février 2024 21h00 | Diani 41e · Karchaoui 45+4e (pen.) | (2 - 0) | 82e (pen.) Gwinn          | Spectateurs : 30 267 Diffuseur : France 3 Arbitrage : Esther Staubli Arbitre vidéo : Sandro Schärer | Spectateurs : 30 267 Diffuseur : France 3 Arbitrage : Esther Staubli Arbitre vidéo : Sandro Schärer |
| 23 février 2024 21h00 | Toletti 86e · De Almeida 89e       | Rapport | 40e Huth · 45+4e Oberdorf | Spectateurs : 30 267 Diffuseur : France 3 Arbitrage : Esther Staubli Arbitre vidéo : Sandro Schärer | Spectateurs : 30 267 Diffuseur : France 3 Arbitrage : Esther Staubli Arbitre vidéo : Sandro Schärer |

### Match pour la troisième place
| Match 3               | Pays-Bas                      | 0 - 2   | Allemagne                                   | Abe Lenstra Stadion, Heerenveen                                                    |                                                                                    |
| 28 février 2024 20h45 |                               | (0 - 0) | 66e Bühl (Oberdorf ) · 78e Schüller (Bühl ) | Spectateurs : 21 128 Arbitrage : Stéphanie Frappart Arbitre vidéo : Jérôme Brisard | Spectateurs : 21 128 Arbitrage : Stéphanie Frappart Arbitre vidéo : Jérôme Brisard |
| 28 février 2024 20h45 | Van de Donk 26e · Janssen 61e | Rapport | 37e Hendrich · 90+4e Gwinn                  | Spectateurs : 21 128 Arbitrage : Stéphanie Frappart Arbitre vidéo : Jérôme Brisard | Spectateurs : 21 128 Arbitrage : Stéphanie Frappart Arbitre vidéo : Jérôme Brisard |

### Finale
| Match 4               | Espagne                                          | 2 - 0   | France    | Stade de La Cartuja, Séville                                                                |                                                                                             |
| 28 février 2024 19h00 | ( Carmona) Bonmatí 32e · ( Batlle) Caldentey 53e | (1 - 0) |           | Spectateurs : 32 657 Diffuseur : W9 Arbitrage : Tess Olofsson Arbitre vidéo : Rob Dieperink | Spectateurs : 32 657 Diffuseur : W9 Arbitrage : Tess Olofsson Arbitre vidéo : Rob Dieperink |
| 28 février 2024 19h00 | Batlle 56e                                       | Rapport | 66e Diani | Spectateurs : 32 657 Diffuseur : W9 Arbitrage : Tess Olofsson Arbitre vidéo : Rob Dieperink | Spectateurs : 32 657 Diffuseur : W9 Arbitrage : Tess Olofsson Arbitre vidéo : Rob Dieperink |